# Assoziationskette
Eine Assoziationskette ist eine Aneinanderreihung (Kettenbildung) von Gliedern, die konventionell aus Wörtern oder auch ganzen Sätzen bestehen. Die Glieder bilden jeweils eine Assoziation zu dem Vorausgehenden. Somit hat eine Assoziationskette kein Ende und kann beliebig fortgeführt werden. Aufgrund der Verknüpfungen, die jeder Mensch mit bestimmten Elementen in seinem Gehirn produziert, kann eine Assoziation nicht als „falsch“ oder „richtig“ bezeichnet werden, denn meist erfolgt diese durch Erlebnisse in der Vergangenheit oder ergeben sich im Unbewussten, sodass die Verbindung nicht rational begründet werden kann.
Es ist auch möglich, Assoziationsketten aus Bildern zu erstellen, dies wird aber nicht oft praktiziert.

## Trivia
Die Sendung ohne Namen war eine Fernsehsendung des ORF, gekennzeichnet durch ihren thematischen Plot und assoziative Bildbeiträge dazu.